# Phalloceros
 Phalloceros és un gènere de peixos de la família dels pecílids i de l'ordre dels ciprinodontiformes.

## Taxonomia
- Phalloceros caudimaculatus (Hensel, 1868)[2][3][4][5][6][7]